# Gura Pravăț, Argeș
Gura Pravăț este un sat în comuna Valea Mare Pravăț din județul Argeș, Muntenia, România.